# Willie Whopper
Willie Whopper é um personagem de animação criado pelo animador Ub Iwerks. A série de Whopper era a segunda do estúdio Iwerks a ser produzido por Pat Powers e distribuído através da Metro-Goldwyn-Mayer. Durou apenas um ano, entre 1933-1934.

## História
Willie era um garoto que gostava de contar histórias mirabolantes, que eram demonstradas nos episódios. O nome Whooper vem do inglês caloteiro, já que as historias eram tão fantásticas, que ninguém acreditava. 
A história começava normalmente com sua famosa frase: “diga-me, eu já falei isso alguma vez?” e,no final, acabava com uma lição de moral para as crianças. 
O primeiro episódio foi Spite Flight (originalmente chamado The Air Race), no qual ele conta como entrou e venceu a corrida área nacional em 1933, e ainda recebeu um beijo de Amelia Earhart, a primeira grande mulher da aviação, no final do filme. Esse episódio mostra a fascinação do próprio Iwerks com a aviação.
Primeiramente foi o animador Grim Natwick quem desenhou Willie para o episodio Spite Flight e o episodio seguinte, Play Ball, que foi a estréia de Willie em larga escala. 
Nos primeiros esboços, ele era mais alto e mais forte. Mas Iwerks não gostara muito dessa forma do personagem e decidiu fazer por conta própria um desenho mais cartunesco. 
Então, no quarto episódio apareceu mais gordinho e mais querido pelos telespectadores. Excelentes críticas vieram para essa mudança. Antes que 1933 tivesse acabado, Willie apareceu pela primeira vez em cores.
O ano de 1934 foi o último da série Whooper. No entanto, os melhores episódios de Willie apareceram nesse ano. Um episódio interessante foi The Good Scout, uma historia polêmica na qual  Willie é um escoteiro e ajuda uma linda garota que foi seqüestrada por um brutamontes nas entranhas de Nova Iorque. O pano de fundo sonoro do filme é uma compilação da orquestra de jazz, Jelly Roll Morton, com arranjos e momentos de tirar o fôlego. 
O último episódio de Willie foi Viva Willie, e foi lançado em 20 de Setembro de 1934. 